# Francesco Sensi
Francesco Sensi, mais conhecido como Franco Sensi (Roma, 29 de julho de 1926 — Roma, 17 de agosto de 2008) foi um empreendedor no campo petrolífero (possuiu, entre outras, a Compagnia Italpetroli Spa), editorial (foi proprietário de alguns jornais) e político (foi prefeito de Visso, na província de Macerata, pela Democrazia Cristiana).

## Biografia
Mas a sua notoriedade é mais ligada ao fato de ter sido o presidente da Associazione Sportiva Roma, uma das equipes de futebol da capital. Em maio de 1993, Sensi adquiriu, através da participação na sociedade controladora e junto com o empresário Pietro Mezzaroma, o controle da maioria da Associazione Sportiva Roma S.p.A para então se tornar, em 8 de novembro de 1993, proprietário único da sociedade e presidente da mesma.
Como o décimo oitavo presidente da história da Roma, foi o que mais tempo ficou no cargo, além de ter sido um dos mais vencedores. Sob sua gestão, o clube venceu um Campeonato Italiano (2000-01), duas Copa da Itália (2006-07 e 2007-08) e duas Supercopa (2001 e 2007).
Franco Sensi esteve afastado do cargo de Roma desde 2006 por problemas de saúde. Rosella Sensi, sua filha, ficou à frente do clube. Faleceu em 17 de agosto de 2008, por problemas respiratórios. Em 2011, o clube foi vendido a uma propriedade estadunidense.
Pela seu labor empreendedor, Franco foi nomeado, em 2 de junho de 1995, o Cavaleiro do Trabalho. Em 26 de maio de 2008, na Universidade de Roma Tor Vergata, foi homenageado com o prêmio "Ética no Esporte" em função da sua atividade plurianual no comando da Roma. O prêmio foi retirado pela sua mulher, Maria Nanni.